# Вердерманн, Эрих
Эрих Вердерманн (нем. Erich Werdermann, 2 марта 1892 — 20 апреля 1959) — немецкий ботаник и миколог.  

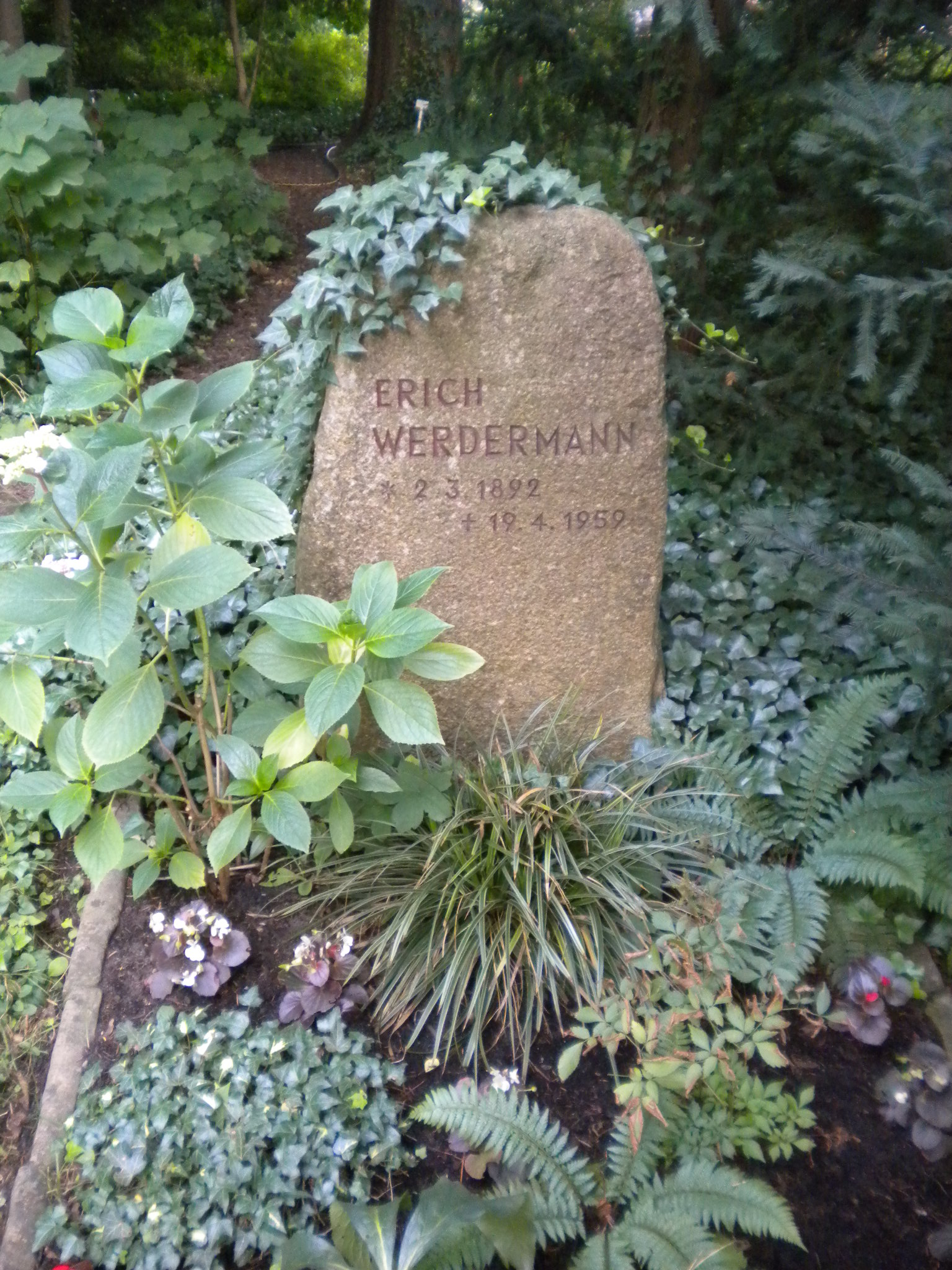
Надгробная плита Эриха Вердерманна

## Биография
Эрих Вердерманн родился 2 марта 1892 года в Берлине.
Вердерманн совершил экспедиции в Южную Африку, Мексику, Грецию, Чили, Бразилию и Боливию.
Он внёс значительный вклад в ботанику, описав множество видов семенных растений.
Эрих Вердерманн умер 20 апреля 1959 года. Возможно также, что он умер 19 апреля 1959 года.

## Научная деятельность
Эрих Вердерманн специализировался на семенных растениях и на микологии.

## Избранные научные работы
- Konnen transversalphototropische Laubblatter nach Zerstorung ihrer oberen Epidermis die Lichtrichtung perzipieren? In: Beitrage zur allgemeinen Botanik. Band 2, Nummer 3, 1922, S. 248—275.
- Brasilien und seine Saulenkakteen. J. Neumann, Neudamm 1933.
- Meine Kakteen. Arten, Pflege und Anzucht. Trowitzsch, Frankfurt a. O./ Berlin 1937. (mit Hugo Socnik)
- Ubersicht uber die aus dem Belgischen Kongo stammenden Arten der Gattung Ceropegia. In: Bulletin du Jardin botanique de l'Etat a Bruxelles. Band 15, 1938/1939, S. 222—240.
- Bluhende Kakteen und andere sukkulente Pflanzen. 42 Lieferungen, Neumann-Neudamm/Berlin 1930—1939.
- Fungi. In: A. Engler: Syllabus der Pflanzenfamilien. 12. Auflage., Band 1, 1954, S. 138—204.
- Botanischer Garten Berlin-Dahlem. Fuhrer durch das Freiland. Gebr. Borntraeger, Berlin 1954.

## Почести
В его честь был назван род растений Werdermannia (который в настоящее время является синонимом рода Sibara) семейства Капустные и род растений Neowerdermannia семейства Кактусовые.